# Generali Solo
La Generali Solo est une course de voile par étapes se déroulant en mer Méditerranée sur monotype Figaro Bénéteau II, dont le partenaire principal est le groupe d'assurance Generali France. Elle constitue la dernière manche du Championnat Elite de course au Large en solitaire.
La Generali Solo a consacré de grands marins : Jean Le Cam (quadruple vainqueur en 1994, 1995, 1997, 1999), Gildas Morvan (triple vainqueur en 2000, 2003 et 2011), Yann Eliès (2001 et 2004) et Jérémie Beyou (2002 et 2005) ou encore Michel Desjoyeaux (1998).

## Dernière édition (2015)
La 20e Generali Solo s'est déroulée du 16 septembre au 4 octobre 2015, en 3 étapes :
- 1 Sète > Nice Métropole Côte d’Azur du 16 au 20 septembre (354 miles)
- 2 Nice Métropole Côte d’Azur > Barcelone du 22 au 27 septembre (420 miles)
- 3 Barcelone du 29 septembre au 4 octobre

Dans chaque ville-étape, les skippers ont participé à des Grands Prix, sous forme de régates côtières ou tactiques (parcours banane).

## Vainqueurs
- 1990 : François Lamiot ou Jean-Paul Mouren[2]
- 1991 : Yves Parlier ou Dominic Vittet[2]
- 1992 : Dominic Vittet (2)
- 1993 : Dominic Vittet (3)
- 1994 : Jean Le Cam
- 1995 : Jean Le Cam (2)
- 1996 : Éric Drouglazet
- 1997 : Jean Le Cam (3)
- 1998 : Michel Desjoyeaux
- 1999 : Jean Le Cam (4)
- 2000 : Gildas Morvan
- 2001 : Yann Eliès
- 2002 : Jérémie Beyou
- 2003 : Gildas Morvan (2)
- 2004 : Yann Eliès (2)
- 2005 : Jérémie Beyou (2)
- 2006 : Kito de Pavant
- 2011 : Gildas Morvan (3)
- 2013 : Adrien Hardy
- 2015 : Alexis Loison[3]